# Szent Elmo tüze

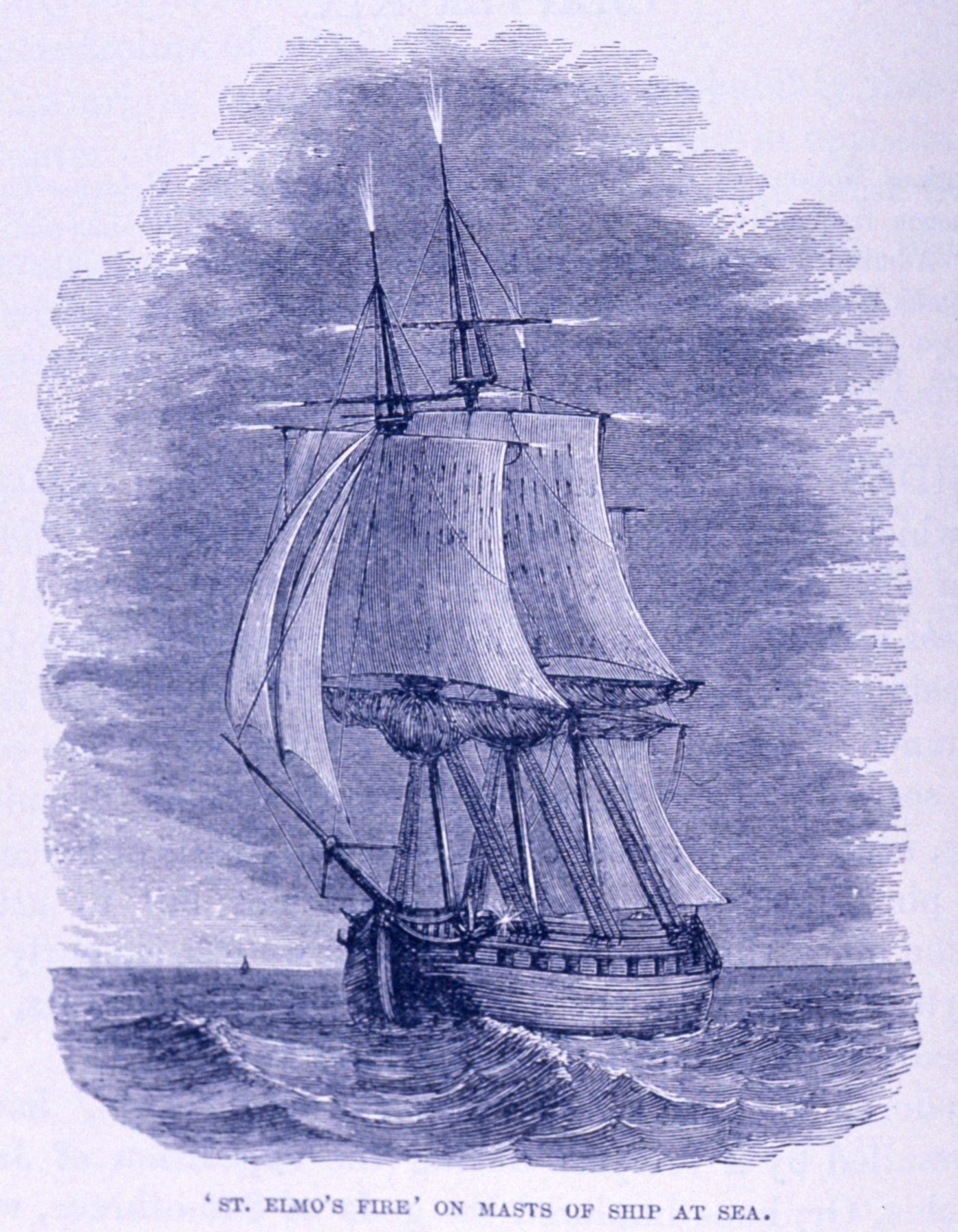
Szent Elmo tüze egy hajó árbocain

Szent Elmo tüze egy meteorológiai jelenség. Itt tulajdonképpen egy koronakisülésről van szó, amely zivataros időben léphet fel.
Az igen erős elektromos mező (akár több száz kV/m) hatására a kérdéses tárgynál a levegő ionizálódik, olyannyira, hogy mindez gyenge fényviszonyok között szabad szemmel megfigyelhetővé válik. Leginkább magas, hosszú, hegyes végű tárgyak – árbocok, villámhárítók csúcsánál, repülőgépek szárnyvégein – figyelhető meg, meglehetősen ritkán.
Nevét Antióchiai Szent Erazmuszról (olaszul Elmo) kapta, akihez a tengerészek viharos időben fohászkodtak.

## Lásd még
- Koronakisülés
- Gömbvillám
- Plazma
- Hitodama